# 名古屋OJA
名古屋OJA（ナゴヤオウジャ）とは、eスポーツ、アーバンスポーツシーンで活動する日本のプロスポーツクラブである。

## 概要
2016年8月に設立。3つのプロeスポーツチームを運営しているプロスポーツクラブである。名古屋王者株式会社によって運営されている。
名古屋は、織田信長公、豊臣秀吉公、徳川家康公ら天下人ゆかりの地。彼らへのリスペクトと、「Owari mikawa 尾張三河」、「Japan 日本」、「Asia アジア」の頭文字をいただくことで、名古屋を中心に、世界中へ広がっていく意気込みをこめた。

## 沿革

### 2016年
- 8月、プロeスポーツチームとして名古屋OJA設立。[3]
- 9月、東京ゲームショウにて日本eスポーツリーグ参戦を発表。

### 2018年
- 「名古屋OJAベビースター」を設立。[3]

### 2021年
- 5月、ストリートファイター部門「名古屋OJA BODY STAR」を設立。[4]

### 2023年
- 2月、「Baseball5」（ベースボール ファイブ）部門を新設。[5]

## チーム

### NAGOYA OJA BABY STAR（名古屋OJA ベビースター）
- Shadowverse部門[6][7]
- プロリーグ「RAGE League Shadowverse」に参加

#### メンバー
| プレイヤー名 | 役割       | 配信サイト | 備考 |
| ------------ | ---------- | ---------- | ---- |
| 隼人         | プレイヤー | openrec.tv |      |
| さに         | プレイヤー | openrec.tv |      |
| ののさん     | プレイヤー | openrec.tv |      |
| あるじ       | プレイヤー | openrec.tv |      |

### NAGOYA OJA BODY STAR（名古屋OJA BODY STAR）
- ストリートファイター部門[8][9]
- 2021年に設立

#### メンバー
| プレイヤー名 | 役割       | 配信サイト | 備考 |
| ------------ | ---------- | ---------- | ---- |
| あきら       | プレイヤー | twitch     |      |
| KEI.B        | プレイヤー | twitch     |      |
| 鶏めし       | プレイヤー | twitch     |      |

### NTPOJA
- VALORANT部門[6][10][11]
- 2024年に設立

#### メンバー
| プレイヤー名 | 役割 | 配信サイト | 備考 |
| ------------ | ---- | ---------- | ---- |
| tatuo        |      |            |      |
| Kou          |      |            |      |
| Daichi       |      |            |      |
| Kosuke       |      |            |      |
| Ryuya        |      |            |      |
| dream3r      |      |            |      |
| NinGDO       |      |            |      |